# Abyssaster tara
Abyssaster tara är en sjöstjärneart som först beskrevs av James Wood-Mason och Alcock 1891.  Abyssaster tara ingår i släktet Abyssaster och familjen Porcellanasteridae. Inga underarter finns listade i Catalogue of Life.